# Promozione Trentino-Alto Adige 1989-1990
Nella stagione 1989-1990 la Promozione era sesto livello del calcio italiano (il massimo livello regionale). Qui vi sono le statistiche relative al campionato in Trentino-Alto Adige.
Il campionato è strutturato in vari gironi all'italiana su base regionale, gestiti dai Comitati Regionali di competenza. Promozioni alla categoria superiore e retrocessioni in quella inferiore non erano sempre omogenee; erano quantificate all'inizio del campionato dal Comitato Regionale secondo le direttive stabilite dalla Lega Nazionale Dilettanti, ma flessibili, in relazione al numero delle società retrocesse dal Campionato Interregionale e perciò, a seconda delle varie situazioni regionali, la fine del campionato poteva avere degli spareggi sia di promozione che di retrocessione.

## Squadre partecipanti
| Squadra                         | Città                              |
| ------------------------------- | ---------------------------------- |
| U.S. Adige                      | Merano (BZ)                        |
| S.S.V. Brunico / Bruneck        | Brunico (BZ)                       |
| A.S. Fersina                    | Pergine Valsugana (TN)             |
| U.S. Garibaldina                | San Michele all'Adige (TN)         |
| U.S. Lagarina                   | Villa Lagarina (TN)                |
| A.S. Laives / Leifers           | Laives (BZ)                        |
| U.S. Levico Terme               | Levico Terme (TN)                  |
| G.S. Olivolimpia                | Arco (TN)                          |
| U.S. Passirio Merano            | Merano (BZ)                        |
| A.C. Pinzolo                    | Pinzolo (TN)                       |
| U.S. Salorno / Salurn           | Salorno (BZ)                       |
| A.S.C. Sankt Martin in Passeier | San Martino in Passiria (BZ)       |
| S.C. Sankt Pauls                | Appiano sulla Strada del Vino (BZ) |
| U.S. Settaurense                | Storo (TN)                         |
| S.S.V. Taufers                  | Campo Tures (BZ)                   |
| U.S. Termeno / Tramin           | Termeno (BZ)                       |

## Classifica finale
|  | Pos. | Squadra                   | Pt       | G  | V  | N  | P  | GF | GS | DR  |
|  | ---- | ------------------------- | -------- | -- | -- | -- | -- | -- | -- | --- |
|  | 1.   | Passirio Merano           | 45       | 28 | 20 | 5  | 3  | 64 | 19 | +45 |
|  | 2.   | Fersina                   | 37       | 28 | 14 | 9  | 5  | 42 | 31 | +11 |
|  | 3.   | Salorno / Salurn          | 35       | 28 | 13 | 9  | 6  | 50 | 29 | +21 |
|  | 4.   | Sankt Pauls               | 34       | 28 | 12 | 10 | 6  | 38 | 27 | +11 |
|  | 5.   | Brunico / Bruneck Auswahl | 33       | 28 | 10 | 13 | 5  | 33 | 25 | +8  |
|  | 6.   | Sankt Martin Passeier     | 31       | 28 | 9  | 13 | 6  | 25 | 20 | +5  |
|  | 7.   | Pinzolo                   | 31       | 28 | 8  | 15 | 5  | 24 | 22 | +2  |
|  | 8.   | Levico Terme              | 27       | 28 | 8  | 11 | 9  | 26 | 28 | -2  |
|  | 9.   | Lagarina                  | 25       | 28 | 8  | 9  | 11 | 27 | 31 | -4  |
|  | 10.  | Laives / Leifers          | 24       | 28 | 5  | 14 | 9  | 24 | 24 | 0   |
|  | 11.  | Garibaldina               | 23       | 28 | 7  | 9  | 12 | 31 | 38 | -7  |
|  | 12.  | Taufers                   | 23       | 28 | 6  | 11 | 11 | 18 | 26 | -8  |
|  | 13.  | Olivolimpia               | 22       | 28 | 5  | 12 | 11 | 28 | 38 | -10 |
|  | 14.  | Termeno                   | 22       | 28 | 7  | 8  | 13 | 27 | 42 | -15 |
|  | 15.  | Settaurense               | 8        | 28 | 2  | 4  | 22 | 12 | 69 | -57 |
|  | ---  | Adige                     | Ritirato |    |    |    |    |    |    |     |

- Il Passirio Merano rinuncia alla promozione.
- L'Olivolimpia di Arco è promosso per ripescaggio dopo spareggio a Trento : Olivolimpia-Termeno / Tramin 1-1 (6-5 d.c.r.)
- L'Adige di Merano si è ritirato dal campionato alla seconda giornata.